# Джасім Якуб
Джасім Якуб Султан Аль-Бесара (араб. جاسم يعقوب, нар. 25 жовтня 1953, Ель-Кувейт) — кувейтський футболіст, що грав на позиції півзахисника за клуб «Аль-Кадісія», а також національну збірну Кувейту, у складі якої був володарем кубка Азії 1980 року та учасником чемпіонату світу 1982 року.

## Клубна кар'єра
У дорослому футболі дебютував 1969 року виступами за команду клубу «Аль-Кадісія», кольори якої і захищав протягом усієї своєї кар'єри гравця, що тривала п'ятнадцять років. 

## Виступи за збірну
1972 року дебютував в офіційних матчах у складі національної збірної Кувейту.
У складі збірної був учасником домашнього для його команди кубка Азії з футболу 1980 року, здобувши того року титул чемпіона Азії, а також чемпіонату світу 1982 року в Іспанії.

## Титули і досягнення
- Переможець Кубка націй Перської затоки: 1972, 1974, 1976
- Володар Кубка Азії з футболу: 1980
- Срібний призер Кубка Азії: 1976